# خليفة ناطور
خليفه ناطور هو ممثل فلسطيني من مواطني إسرائيل العرب، ولد في 1953.

## أعمال

### أفلام
- (2002) عرس رنا
- (2007) زيارة الفرقة الموسيقية[2]
- (2012) الابن الآخر[3]
- (2012) وراثة
- (2014) عرب راقصون

## وصلات خارجية
- خليفة ناطور على موقع IMDb (الإنجليزية)
- خليفة ناطور على موقع ألو سيني (الفرنسية)
- خليفة ناطور على موقع أول موفي (الإنجليزية)
- خليفة ناطور على موقع قاعدة بيانات الأفلام السويدية (السويدية)
- خليفة ناطور على موقع قاعدة بيانات الفيلم (الإنجليزية)
- خليفة ناطور على موقع كينوبويسك (الروسية)